# Anilicopsis
Anilicopsis là một chi bọ cánh cứng trong họ 
Elateridae.
Chi này được miêu tả khoa học năm 1907 bởi Schwarz.

## Các loài
Chi này có các loài:
- Anilicopsis dubius (Schwarz, 1903)